# Claus Stötter
Claus Stötter (* 9. März 1961 in Heidelberg) ist ein deutscher Trompeter des Modern Jazz.

## Leben und Wirken
Claus Stötter begann mit zehn Jahren, sein Instrument zu erlernen. Er spielte im Musikverein Bönnigheim, bevor er in Stuttgart klassische Trompete studierte. Als Jazzmusiker ist er Autodidakt. 1982 errang er mit seinem Trio „Jazz Vision“ den ersten Preis im Landeswettbewerb von Jugend jazzt. 1986 erweiterte er die Band zum Quintett „Nevertheless“ mit Dizzy Krisch, Matthias Erlewein, Karoline Höfler und Walter Mutschler, das mehrere Alben einspielte und (mit Bassist Yves Torchinsky am Bass und Schlagzeuger François Laizeau in der Rhythmusgruppe) bis heute besteht. Zwischen 1991 und 1995 gehörte Stötter, der in dieser Zeit in Paris lebte, zum Orchestre National de Jazz unter Leitung von Denis Badault bzw. Laurent Cugny. Seit 1999 ist er Solotrompeter der NDR Bigband in Hamburg. Zudem gehört er seit 2012 zu der Second Generation des United Jazz + Rock Ensemble von Wolfgang Dauner. Weiterhin arbeitete er mit der Bigband des Süddeutschen Rundfunks, mit der „Springtime“ von Günter Lenz und mit Albert Mangelsdorff, Harry Pepl, Erwin Lehn, Johnny Griffin, Klaus König, Marilyn Mazur, Riccardo Del Fra, Pee Wee Ellis, Florian Ross, Colin Towns, Michael Gibbs, Laura Macdonald, Hans Koller oder Jean-Marie Machado.
Stötter erhielt 1990 den Jazzpreis Baden-Württemberg. Er war zwischen 1989 und 2006 als Dozent für Jazztrompete an der Hochschule für Musik und Darstellende Kunst Stuttgart tätig. Seit 2008 gehört er zum Jazz-Dozententeam an der Hochschule für Musik und Theater Hamburg.

## Lexigraphischer Eintrag
- Martin Kunzler: Jazz-Lexikon. Band 2: M–Z (= rororo-Sachbuch. Bd. 16513). 2. Auflage. Rowohlt, Reinbek bei Hamburg 2004, ISBN 3-499-16513-9.